# Joseph Marx
Joseph Rupert Rudolf Marx (Graz, 11 mei 1882 – aldaar, 3 september 1964) was een belangrijke Oostenrijkse componist, muziekpedagoog, pianist en muziekcriticus. Hij was ambassadeur van de UNESCO en werd als eerste Westerse musicus door Mustafa Kemal Atatürk uitgenodigd om het systeem van de muziekscholen en het muziek- en concertleven in Turkije op te bouwen, wat later door Paul Hindemith en Béla Bartók voortgezet werd.

## Levensloop
Marx kreeg zijn eerste muzieklessen van zijn moeder, zelf een pianiste. Later ging hij naar een in Oostenrijk bekende, door Johann Buwa opgerichte pianoschool, waar hij de grondslag legde voor zijn virtuoos pianospel. Autodidactisch leerde hij de viool en de cello te bespelen. Marx begon met componeren op het gymnasium; hij gebruikte bekende thema's om kleine stukjes te schrijven voor piano en strijktrio of -kwartet. Het was de wens van zijn vader dat hij rechten ging studeren aan de Universiteit Graz, maar hij verwisselde dit spoedig voor filosofie en kunstgeschiedenis, wat uiteindelijk leidde tot een breuk in de relatie met zijn ouders. Hij had nog steeds grote affiniteit met muziek en op 26-jarige leeftijd zette hij het componeren voort en schreef van 1908 tot 1912 ongeveer 120 van zijn totaal circa 150 liederen. Hij promoveerde in 1909 tot Dr.phil. bij Alexius Meinong aan de Universiteit Graz met het proefschrift Über die Funktion von Intervall, Harmonie und Melodie beim Erfassen von Tonkomplexen. Daarna publiceerde hij nog verschillende muziektheoretische werken, zoals (gebaseerd op onderzoek bij 8000 personen met gedifferentieerde muzikale opvoeding) twee omvangrijke proefschriften over Klankpsychologie en het Wezen van de tonaliteit, die op het pionierswerk van de musicoloog Hugo Riemann stoelden.
In 1914 begon hij als docent voor muziektheorie aan de Academie voor muziek in Wenen. In 1922 werd hij directeur van deze academie. Hij was medeinitiatiefnemer bij de oprichting van de eerste Hochschule für Musik in Wenen en was daar van 1924 tot 1927 rector magnificus. In 1932 kreeg hij van Mustafa Kemal Atatürk de opdracht het conservatorium in Ankara en het systeem van de Turkse muziekscholen op te bouwen. In deze functie werkte hij tot 1933, waarna hij werd opgevolgd door Paul Hindemith en Béla Bartók. Van 1947 tot 1952 was hij eveneens professor voor musicologie aan zijn Alma Mater, de Universiteit Graz. In zijn 43 jaar durende werkzaamheden als docent voor muziektheorie, compositie en contrapunt had hij bijna 1.300 muziekstudenten van internationale afkomst en was daarmee in de 20e eeuw een van de meest begeerde muziekpedagogen. De circa 15.000 brieven van rond 3.400 personen, een omvangrijk gedeelte van zijn nalatenschap, die in de Oostenrijkse Nationaalbibliotheek bewaard wordt, geven getuigenis van zijn inzet voor het belang van de tonale muziek.
Marx was tot aan zijn dood voorzitter en erevoorzitter van vele belangrijke organisaties en instituties in het Oostenrijkse muziekleven zoals de Gesellschaft der Autoren, Komponisten und Musikverleger (AKM) (de Oostenrijkse zusterorganisatie van de Buma/Stemra of SABAM), Staatsrat für Kultur, Oostenrijkse componistenbond, Steirischer Tonkünstlerbund, Österreichische Akademie der Wissenschaften en de Fédération Internationale des Sociétés d'Auteurs et Compositeurs. Hij heeft zich na de Tweede Wereldoorlog ingezet voor de wederopbouw van het Midden-Europese en vooral het Oostenrijkse muziekleven en heeft zich, als vertegenwoordiger van Oostenrijk, in diverse commissies van de UNESCO ingezet voor de wederopbouw van de gedurende de Nazibezetting verstoorde internationale betrekkingen van Oostenrijk.
Hij was muziekcriticus voor meerdere Weense dagbladen, onder anderen het "Neue Wiener Journal" en de "Wiener Zeitung", alsook voor enkele magazines.
Marx was bevriend met vele belangrijke componisten zoals Giacomo Puccini, Maurice Ravel, Richard Strauss, Zoltán Kodály, Ottorino Respighi, Franz Schreker, Erich Wolfgang Korngold en Karol Szymanowski.
Als componist werd hij beïnvloed en geïnspireerd door de beleving van de natuur, vooral van zijn geboortestreek, de zuidelijke deelstaat Stiermarken. Zijn composities zijn vaak te karakteriseren als stemmingsmuziek van zuiverste geaardheid en expressie van een buitengewoon schoonheidsgevoel. Zuid-Europese melodievreugde, romantisch impressionisme en de klankervaring met de jonge Russische school, vooral Alexander Skrjabin, verbinden zich in zijn persoonlijke stijl tot een karakteristieke synthese.
Zijn Romantisches Klavierkonzert heeft hij voltooid in 1920. In 1919 voerde Marx al een versie voor twee piano’s uit maar de uiteindelijke versie verscheen in de loop van 1920. De pianopartij is bijzonder moeilijk, Marx moet een formidabel pianist zijn geweest. De manier waarop het uitgewerkt is, zoals het samengaan van melodie en tegenmelodie en de wisselwerking piano – orkest, heeft meer weg van een symfonie met een heel pittige pianopartij dan van een pianoconcert.
Marx kon niet goed instrumenteren; hij laat vaak de strijkersgroep de solopiano ondersteunen met af en toe een versterking door de hout – of koperblazers, wat nogal mat overkomt. De structuur is puur klassiek: drie delen, snel - langzaam – snel, waarvan het laatste deel een rondo vorm heeft (een openingsthema dat steeds terugkeert). Het Romantisches Klavierkonzert (37 minuten) was gedurende de jaren 20 erg populair in Duitsland en Oostenrijk, maar verdween reeds in de loop van de jaren 30 geheel van het repertoire, waarschijnlijk omdat het toen al gedateerd was.
Zijn composities voor koor en orkest getuigen van een sterk gevoel voor polyfonie en harmonieleer.

## Composities

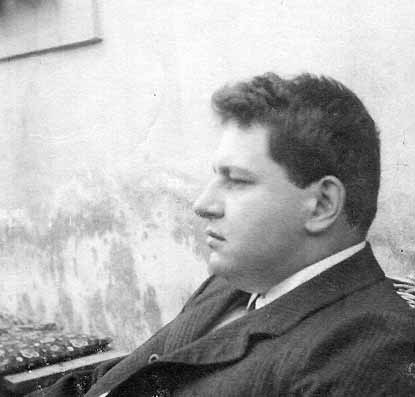
Joseph Marx (in 1912)

### Werken voor orkest
- 1921 Eine Herbstsymphonie B-majeur
- 1922-1925 Natuur-Trilogie, natuursuite 
  1. Eine symphonische Nachtmusik (Mondnacht) (1922)
  2. Idylle - Concertino über die pastorale Quart (1925)
  3. Eine Frühlingsmusik (1925)
- 1929 Nordland-Rhapsodie
- 1941 Alt-Wiener Serenaden
- 1944 Sinfonia in modo classico, voor strijkorkest
- 1945 Partita in modo antico, voor strijkorkest
- 1946 Feste im Herbst / Herbstfeier (4e deel "Ein Herbstpoem" uit "Eine Herbstsymphonie B-majeur")

#### Concerten voor instrumenten en orkest
- 1919-1920 Klavierkonzert "Romantisches" in E-majeur
- 1929-1930 Klavierkonzert "Castelli Romani" in Es majeur

### Werken voor harmonie- of fanfareorkest en koperensemble
- 1910 Morgengesang, voor mannenkoor, koperblazers en orgel - tekst: Ernst Decsey
- 1912 Abendweise, voor mannenkoor, harmonieorkest en orgel - tekst: Ernst Decsey
- 1928 Eine festliche Fanfarenmusik, voor fanfareorkest

### Vocale muziek

#### Werken voor koor
- ca. 1910 Berghymne, voor gemengd koor (of mannenkoor) en orkest - tekst: Alfred Fritsch
- 1911 Herbstchor an Pan, symfonisch gedicht voor jongenskoor, gemengd koor, orgel en orkest - tekst: Rudolf Hans Bartsch
- 1914 Ein Neujahrshymnus, voor gemengd koor (of mannenkoor) en orkest - tekst: van de componist
- 1914 Gesang des Lebens, voor mannenkoor en orgel - tekst: Otto Erich Hartleben uit "Diogenes"

### Kamermuziek
- 1911 Ballade a-mineur, voor viool, altviool, cello en piano
- 1911 Klavierquartett in Form einer Rhapsodie
- 1911 Scherzo, voor pianokwartet
- 1913 Sonate Nr. 1 A-majeur, voor viool en piano
- 1913-1914 Trio-Phantasie G-majeur, voor viool, cello en piano
- 1914 Pastorale, voor cello en piano
- 1914 Suite F-majeur, voor cello en piano
- 1936 Strijkkwartet A-majeur - latere versie als Quartetto Chromatico (1948)
- 1937-1938 Quartetto in Modo Antico
- 1940-1941 Quartetto in Modo Classico
- 1945 Sonate Nr. 2 "Frühlingssonate" D-majeur, voor viool en piano
- Grand Duo, voor twee celli

### Werken voor orgel
- Alle Menschen müssen leiden, leiden - f-mineur, koraalvoorspel
- Canzone D-majeur
- Chaconne E-majeur
- Es wird Abend werden - As majeur, koraalvoorspel
- Memento b-mineur
- Präludium c-mineur
- Symphonischer Prolog
- Toccata C-majeur
- Variationen / Fantasie over een Noors volkslied

### Werken voor piano
- 1916 Zes stukken
  1. Albumblatt E-majeur
  2. Humoreske fis-mineur
  3. Arabeske Es majeur
  4. Ballade d-mineur
  5. Präludium und Fuge es mineur
  6. Rhapsodie b-mineur
- Albumblatt F-majeur
- Ballade cis-mineur
- Canzone D-majeur (ook in een versie voor orgel)
- Carneval (Nachtstück)
- Die Flur der Engel
- Herbstlegende b-mineur
- Intermezzo fis-mineur
- Nachtstück c-mineur
- Oriental cis-mineur
- Phantasiestück fis-mineur
- Präludium D-majeur
- Romance F-majeur
- Schmetterlingsgeschichten, drie stukken
- Stuk C meajeur
- Walzer Caprice F-majeur
- Twee stukken G-majeur

## Onderscheidingen
- 1928: Ereteken voor Verdienste voor de Republiek Oostenrijk
- 1942: Erering van de stad Wenen
- 1947: Ereburger van de stad Wenen
- 1950: Grote Oostenrijkse Staatsprijs voor muziek[1]
- 1952: Muziekprijs van de stad Wenen[2]
- 1956: Musikpreis des Landes Steiermark[3]
- 1957: Groot ereteken voor wetenschap en kunst
- Eredoctor van de universiteiten Graz en Wenen

Eregraf op de centrale begraafplaats in Wenen (Wiener Zentralfriedhof - Gruppe 32 C, Nummer 29)

## Publicaties
- Weltsprache Musik. Bedeutung und Deutung tausendjähriger Tonkunst, Austria-Edition, Wien 1964.
- Publikum, Kritik, Erfolg, in: Lebendige Stadt. 1955. pp. 78–83.
- Betrachtungen eines romantischen Realisten. Gesammelte Aufsätze, Vorträge und Reden über Musik. Uitgegeven door Oswald Ortner. Gerlach & Wiedling, Wien 1947.